# Giuseppe Saronni
Giuseppe Saronni (* 22. September 1957 in Novara, Italien) ist ein ehemaliger italienischer Radrennfahrer und jetziger Manager eines Radsportteams.

## Karriere
Saronni war als Amateur Mitglied der italienischen Bahn-Nationalmannschaft. Mit dieser startete er im Januar 1976 auch auf der Bahn der Berliner Werner-Seelenbinder-Halle und gewann dort die Stunde der Matadore in überlegender Manier. Zweimal wurde er italienischer Meister der Junioren im Sprint. 1975 gewann er in Algier bei den Mittelmeer-Spielen mit dem Team Italiens auch die Mannschaftsverfolgung. Er war Teilnehmer der Olympischen Sommerspiele 1976 in Montreal. In der Mannschaftsverfolgung belegte der Vierer aus Italien in der Besetzung Sandro Callari, Cesare Cipollini, Rino De Candido und Giuseppe Saronni den 5. Platz.
Er wurde 1977 Profi. 1978 siegte er in der Tour d’Indre-et-Loire. Der Allrounder mit Sprintqualitäten gewann zwischen 1979 und 1983 fast alle wichtigen Straßenradrennen Italiens. So siegte er zweimal beim Giro d’Italia (1979, 1983), bei dem er auch viermal die Punktewertung gewann (1979–1981, 1983) und insgesamt 25 Etappensiege holte. 1980 gewann er die nationale Meisterschaft im Straßenrennen. 1982 gewann Saronni die Lombardei-Rundfahrt und 1983 Mailand-San Remo. 1982 konnte er die Straßenrad-Weltmeisterschaft in England für sich entscheiden, weitere zweimal erreichte er das Podium. Obwohl Saronni seine Karriere als Radrennfahrer erst 1990 beendete, konnte der Lombarde nach 1983 seinem Palmares keine weiteren großen Siege hinzufügen. Auf der Bahn gewann er 1980 und 1982 das Sechstagerennen von Mailand.
Legendär ist Saronnis Rivalität mit seinem Landsmann Francesco Moser. Die beiden Weltklassefahrer spalteten die italienischen Tifosi in zwei konkurrierende Fangruppen, vergleichbar nur mit der Konkurrenz zwischen Gino Bartali und Fausto Coppi über dreißig Jahre zuvor.
Nach seiner Laufbahn als Radrennfahrer wurde Saronni Sportlicher Leiter und Teammanager von Radsportteams. Als General Manager von Lampre-ISD geriet er im Jahr 2011 in die Kritik, weil gegen mehrere Fahrer und Betreuer der Mannschaft im Zuge einer Ermittlung der Staatsanwaltschaft in Mantova wegen Doping ermittelt wurde. Die Vorwürfe gegen Saronni, das Team als solches und einige Fahrer wurden im November 2015 fallen gelassen, während gegen andere Fahrer des Teams Haftstrafen gefordert wurden.

## Familiäres
Sein Vater Romano war Radrennfahrer, fuhr in der Amateurklasse Italiens. Seine Brüder Alberto Saronni (* 1961) und Antonio Saronni (* 1956) waren ebenfalls als Radrennfahrer aktiv.

## Auszeichnungen
- Italiens Sportler des Jahres (La Gazzetta dello Sport): 1982